# دیده دریا کنم و صبر به صحرا فکنم
غزلی با مطلعِ «دیده دریا کنم و صبر به صحرا فکنم» غزل شمارهٔ ۳۴۸ از دیوانِ حافظ در تصحیحِ محمد قزوینی و قاسم غنی است.

## در اجراها
محمّدرضا شجریان در برنامهٔ شمارهٔ ۱۳۸ از مجموعهٔ گل‌های تازه این غزل را در آوازِ بیات اصفهان اجرا کرده است.
کنسرتی به رهبریِ آرش فولادوند هم شاملِ اجرایی از این غزل با صدای نیاز نوّاب بوده است.